# Feylinia
Feylinia es un género de lagartos perteneciente a la familia Scincidae. Se distribuyen por el centro de África.

## Especies
Según The Reptile Database:
- Feylinia boulengeri (Chabanaud, 1917)
- Feylinia currori Gray, 1845
- Feylinia elegans (Hallowell, 1852)
- Feylinia grandisquamis Müller, 1910
- Feylinia macrolepis Boettger, 1887
- Feylinia polylepis Bocage, 1887